# Crotaphopeltis
Crotaphopeltis is een geslacht van slangen uit de familie toornslangachtigen (Colubridae) en de onderfamilie Colubrinae.

## Naam en indeling
De wetenschappelijke naam van de groep werd voor het eerst voorgesteld door Leopold Fitzinger in 1843. Er zijn zes soorten, een aantal hiervan werd vroeger tot het niet langer erkende geslacht Leptodira gerekend.

### Soorten
Het geslacht omvat de volgende soorten, met de auteur en het verspreidingsgebied.
| Naam                        | Auteur          | Verspreidingsgebied |
| --------------------------- | --------------- | --- |
| Crotaphopeltis barotseensis | Broadley, 1968  | Zambia, Botswana, Angola |
| Crotaphopeltis braestrupi   | Rasmussen, 1985 | Somalië, Kenia |
| Crotaphopeltis degeni       | Boulenger, 1906 | Soedan, Oeganda, Kenia, Ethiopië, Tanzania, Centraal-Afrikaanse Republiek, Kameroen, Tsjaad |
| Crotaphopeltis hippocrepis  | Reinhardt, 1843 | Burkina Faso, Kameroen, Ghana, Centraal-Afrikaanse Republiek, Sierra Leone, Guinee, Ivoorkust, Togo, Benin, Mali, Nigeria |
| Crotaphopeltis hotamboeia   | Laurenti, 1768  | Grote delen van Afrika Angola, Benin, Botswana, Burkina Faso, Burundi, Centraal-Afrikaanse Republiek, Congo-Brazzaville, Congo-Kinshasa, Ethiopië, Eritrea, Gabon, Gambia, Ghana, Guinee, Ivoorkust, Kameroen, Kenia, Liberia, Malawi, Mali, Mozambique, Namibië, Nigeria, Oeganda, Rwanda, Senegal, Sierra Leone, Somalië, Swaziland, Tanzania, Togo, Zambia, Zimbabwe, Zuid-Afrika |
| Crotaphopeltis tornieri     | Werner, 1908    | Tanzania, Malawi |

## Uiterlijke kenmerken
De slangen worden middelgroot en hebben een afgeplatte kop. De kop is vaak donkerder dan de rest van het lichaam. De ogen zijn relatief groot en hebben een verticale pupil. De giftanden zijn relatief groot en niet beweeglijk. De slangen kunnen een mild gif afgeven met de giftanden, voor mensen zijn ze echter niet gevaarlijk.

## Levenswijze
De soorten zijn nachtactief en bodembewonend, vaak worden ze bij het water aangetroffen. Veel soorten jagen op kikkers en padden die in een keer worden doorgeslikt. Van de soort Crotaphopeltis hotamboeia is bekend dat het dier agressief wordt en begint te sissen, de kop afplat en de bek openspert. Ook kan het dier fel van zich af bijten. De soort Crotaphopeltis barotseensis daarentegen laat zich makkelijk hanteren.

## Verspreiding en habitat
De verschillende soorten komen voor in delen van Afrika ten zuiden van de Sahara. De slangen leven in de landen Angola, Benin, Botswana, Burkina Faso, Burundi, Centraal-Afrikaanse Republiek, Congo-Brazzaville, Congo-Kinshasa, Ethiopië, Eritrea, Gabon, Gambia, Ghana, Guinee, Ivoorkust, Kameroen, Kenia, Liberia, Malawi, Mali, Mozambique, Namibië, Nigeria, Oeganda, Rwanda, Senegal, Sierra Leone, Soedan, Somalië, Swaziland, Tanzania, Togo, Tsjaad, Zambia, Zimbabwe en Zuid-Afrika.
De habitat bestaat onder andere uit vochtige tropische en subtropische bossen, zowel in laaglanden als in bergstreken.

## Beschermingsstatus
Door de internationale natuurbeschermingsorganisatie IUCN is aan een soort een beschermingsstatus toegewezen. Crotaphopeltis tornieri wordt beschouwd als 'veilig' (Least Concern of LC).